# Craugastor galacticorhinus
Craugastor galacticorhinus is een kikker uit de familie Craugastoridae. De soort werd voor het eerst wetenschappelijk beschreven door Luis Canseco-Márquez en Eric Nelson Smith in 2004. Oorspronkelijk werd de wetenschappelijke naam Eleutherodactylus galacticorhinus gebruikt.
De soort komt endemisch voor in Mexico. De kikker is alleen bekend op een hoogte van meer dan 2000 meter boven zeeniveau in nevelbossen.